# Eritrese Onafhankelijkheidsoorlog
De Eritrese Onafhankelijkheidsoorlog was een oorlog waarin Eritrese opstandelingen, vooral verenigd in het Eritrean Liberation Front (ELF) en vanaf 1971 in het Eritrean People's Liberation Front (EPLF), vochten tegen het leger van Ethiopië. De strijd duurde van 1961 tot 1991 en leidde ertoe dat Eritrea na een referendum losgemaakt werd uit Ethiopië en een onafhankelijke staat werd. Tijdens deze oorlog vochten het ELF en het EPLF bovendien twee oorlogen tegen elkaar uit, de Eritrese Burgeroorlogen. 
Op zijn beurt kan de Eritrese Onafhankelijkheidsoorlog gezien worden als onderdeel van de Ethiopische Burgeroorlog, waarin tussen 1974 en 1991 diverse bewegingen vochten tegen de Ethiopische regering.

## Aanloop
In 1950 besloten de Verenigde Naties dat Eritrea deel van een federatie met Ethiopië zou worden. Op 2 december van dat jaar ging de federatie van start. Eritrea kreeg een eigen parlement en ambtenarenapparaat. Tevens verkregen afgevaardigden van Eritrea het lidmaatschap van het parlement van Ethiopië. In 1961 werd de federatie door keizer Haile Selassie van Ethiopië weer ontbonden. Velen in Eritrea waren het hiermee oneens en er volgden vele protesten, vooral van studenten. Op 1 september 1961 brak de Eritrese Onafhankelijkheidsoorlog uit. In 1962 werd het Eritrese parlement afgeschaft en werd Eritrea door de keizer tot de veertiende provincie van Ethiopië gemaakt.

## Verloop
Het verloop van de oorlog kenmerkte zich door een wisselend front. In 1977 hadden de Eritreërs bijna het hele land in handen, maar zij werden in de havenstad Massawa teruggedreven door de enorme onverwachtse steun van de Sovjet-Unie aan het Ethiopische leger. De Eritrese strijders, die in de havenstad Massawa aangekomen waren, werden vanaf de kust door oorlogsschepen van de Sovjets beschoten waardoor ze gedwongen waren tot een "strategische terugtrekking".
In 1971 splitste het Eritrean People's Liberation Front zich af van het ELF en zou al snel de strijd tegen de Ethiopiërs aanvoeren. Tot 1974, en opnieuw tussen 1980 en 1981, vochten beide groepen een bittere onderlinge strijd uit. In 1974 werd de Ethiopische keizer Haile Selassie afgezet en vervangen door Mengistu Haile Mariam, die nu met logistieke steun van de Sovjet-Unie de oorlog voortzette. Cuba zou ook aan de zijde van Ethiopië mee gaan vechten.

## Afloop
Aan het eind van de jaren tachtig trok de Sovjet-Unie haar steun aan Ethiopië in. Dit leidde ertoe dat de kracht en het moreel van de Ethiopische troepen sterk afnam. Tevens werden zij geconfronteerd met opstanden elders in het land. De Eritreërs kregen in die periode het hele land in handen, behalve de hoofdstad Asmara. Deze stond middels een luchtbrug in verbinding met Ethiopië.
In 1991 eindigde de burgeroorlog met een overwinning van de Eritrese rebellen, die gesteund werden door Ethiopische strijdgroepen. In 1993 stemde een ruime meerderheid van de bevolking voor onafhankelijkheid. Sindsdien is Isaias Afewerki president van Eritrea. Ook hielp de EPLF de huidige Ethiopische regering aan de macht te komen, door met hun materieel de Ethiopische rebellen naar de hoofdstad Addis Abeba te leiden.
In 1998 brak er een nieuw conflict uit met Ethiopië, over het verloop van de onderlinge grens.